# Хорија Сима
Хорија Сима (рум. Horia Sima; 3. јул 1906. Фагараш, Румунија — 25. мај 1993. Мадрид, Шпанија) био је професор румунског језика, фашистички политичар, председник партије „Гвоздена гарда“ која је била фашистичка, командант Легионарског покрета, парамилитарне терористичке организације основане по узору на СС и СА, министар у влади Јона Ђигуртуа (четири дана), вицепредседник одбора министара у национално-легионарској влади којим је председавао маршал Јон Антонеску. Од 21 до 23. јануара 1941 активирао побуну против Антонескуа. У овом периоду са групом људи којом је збацио Антонескуа, организовао је највећи и најнасилнији погром против Јевреја у историји Мунтеније, Букурештански погром.